# James Sheridan Knowles
James Sheridan Knowles (Cork, 12 maggio 1784 – 30 novembre 1862) è stato un attore teatrale e scrittore irlandese.

## Biografia
Figlio del lessicografo James Knowles (1759-1840), cugino del poeta e drammaturgo irlandese Richard Brinsley Sheridan. Già all'età di dodici anni mostrò un certo talento per la recitazione e nel 1793 si spostò con la famiglia a Londra. A 14 anni pubblicò una ballata intitolata The Welsh Harper che divenne molto popolare all'epoca. Divenne amico di William Hazlitt, Charles Lamb e Samuel Taylor Coleridge diventando in seguito pupillo di Robert Willan (1757-1812).
Non si sa quando con certezza iniziò la sua attività di attore teatrale ma è certo che venne incitato dai suoi amici i coniugi Le Fanu, interpretò la parte di Amleto al Crow Theatre di Dublino. Si sposò nell'ottobre del 1809 con Maria Charteris un'attrice teatrale che lavorava presso il teatro di Edimburgo. Nel 1810 scrisse Leo, portato in scena da Edmund Kean con grande successo, scrisse poi "Brian Boroihme".
Il suo primo grande successo teatrale importante fu Caio Gracco prodotto a Belfast nel 1815, in seguito fra le altre opere Hunchback (il personaggio di Julia, fra le altre, venne interpretata da Fanny Kemble e Helena Faucit) e The Love-chase.
Si è convertito nella Chiesa Battista di Bloomsbury, quartiere di Londra.